# Tango nuevo
Tango nuevo of nuevo tango (Spaans voor nieuwe tango) betreft de nieuwe benaderingswijze van de Argentijnse tangomuziek, die in de jaren 1950 van de 20e eeuw door Ástor Piazzolla werd geïntroduceerd. Tango nuevo is een muziekstijl binnen de tango. 
Hoofdkenmerken:
- In de basis zonder uitzondering terug te voeren op de klassieke tango.
- Langere werken dan de binnen de klassieke tango gebruikelijke 3 minuten. Werken, bestaande uit meerdere delen ook.
- Meer complexiteit en afwijkende vorm in compositie, arrangement, orkestratie. Mede door Piazzolla's eigen hoge muzikale niveau meer ruimte voor virtuositeit van de solisten.
- Sterk wisselende tempi binnen één stuk muziek, tegenover een constant tempo in klassieke dansbare tango's. Meer luistermuziek dan dansmuziek.
- Afwijkende instrumentatie ten opzichte van het klassieke Orquesta Típica, zoals toevoeging van een semi-akoestische jazzgitaar, een drumstel, een saxofoon, of zelfs plaatsing van een bandoneon in een symfonieorkest.

Piazzolla heeft met deze moderne "gedachtekronkels" in de begintijd vooral in eigen land zeer veel negatieve gevoelens opgeroepen. In de rest van de wereld kon men deze ontwikkelingen beter waarderen. Uiteindelijk heeft ook Argentinië (vooral Buenos Aires) jaren later de tango nuevo kunnen accepteren en ook omarmd.

## Moderne versie
De nuevo tango is een nieuw soort tango, die vooral na 1995 wereldwijd sterk aan populariteit won. 
De muziek is strak en ritmisch in een gemiddeld tempo, waardoor er eenvoudig op te dansen is. In de dans is men, in vergelijking tot de ballroomtango, vrijer in beweging. Het genre voegt invloeden van de jazz, reggae, jive en salsa toe aan de Argentijnse tango. Veelal wordt meer gebruikgemaakt van elektronische instrumenten en slagwerk, maar altijd met een vleugje bandoneon of accordeon voor het nostalgische effect.
Het publiek dat zich hiertoe aangetrokken voelt is doorgaans wat jonger en moderner.
Bekende nuevo-tango-muziek komt van Gotan Project. Misschien wel het vroegste voorbeeld wereldwijd is Grace Jones met haar hit I've seen that face before. Dit nummer is een modernere uitgave van Libertango, dat reeds jaren eerder door Ástor Piazzolla werd geschreven.